# ۱۶۸۸ (میلادی)
۱۶۸۸ (میلادی) هزار و ششصد و هشتاد و هشتمین سال تقویم میلادی است.

## مناسبت‌ها
تولدنادر قلی که بعدها بانام نادرشاه افشار پادشاه بزرگ و قدرتمند ایران دردنیاشناخته شددر روستای دستجِرد، ابیورد، خراسان

## زادگان
- ۲۱ مه - الکساندر پوپ، شاعر انگلیسی
- ۲۹ ژانویه – امانوئل سویدنبرگ، فیلسوف، الهی‌دان، و دانشمند سوئدی (د. ۱۷۷۲)
- ٢٢نوامبر- نادر شاه افشار سرسلسله دودمان افشاریه در ایران (د. ١٧۴٧)

## درگذشتگان
- ۳۱ اوت – جان بانیان، نویسنده و الهی‌دان بریتانیایی (ز. ۱۶۲۸)